# Dukszty (stacja kolejowa)
Dukszty (lit. Dūkštas, ros. Дукштас) – stacja kolejowa w miejscowości Dukszty, w rejonie ignalińskim, na Litwie. Leży na linii dawnej Kolei Warszawsko-Petersburskiej.
Stacja powstała w XIX w. pomiędzy stacjami Ignalin a Nowoaleksandrowsk. Dawniej od stacji odchodziła obecnie rozebrana linia wąskotorowa Dukszty – Druja. Od stacji odchodzi bocznica do Ignalińskiej Elektrowni Jądrowej.